# Engelsdorf (Gemeinde Friesach)
Engelsdorf ist eine Ortschaft in der Gemeinde Friesach im Bezirk Sankt Veit an der Glan in Kärnten (Österreich). Die Ortschaft hat 371 Einwohner (Stand 1. Jänner 2024). Sie liegt auf dem Gebiet der Katastralgemeinde St. Salvator und der Katastralgemeinde Friesach.

## Lage
Die Ortschaft liegt im Norden des Bezirks St. Veit an der Glan unmittelbar nördlich des Gemeindehauptorts Friesach (Gemeinde Friesach). Der Großteil des Orts liegt in der Ebene des Friesacher Felds beidseits des Metnitzbachs, lediglich die Sommerkeusche (Haus Nr. 2, im Franziszeischen Kataster noch mit dem Hofnamen Walner bezeichnet) liegt knapp oberhalb davon schattenseitig an den Ausläufern des Mödringbergzugs.

## Geschichte
1160 wird der Ort urkundlich als Engilboltesdorf genannt, 1214 als Ainglebolstorf; der Ortsname leitet sich vom Personennamen Engilbold ab.
Da durch den Ort eine Katastralgemeindegrenze verläuft, war der Ort zeitweise auf verschiedene administrative Einheiten aufgeteilt. In der ersten Hälfte des 19. Jahrhunderts gehörte der auf dem Gebiet der Steuergemeinde St. Salvator liegende Teil des Orts zum Steuerbezirk Dürnstein; bei Gründung der Ortsgemeinden im Zuge der Reformen Mitte des 19. Jahrhunderts kamen diese Häuser an die Gemeinde St. Salvator. Der auf dem Gebiet der Steuergemeinde Friesach befindliche Teil des Orts hingegen gehörte zum Steuerbezirk Friesach und kam bei Gründung der Ortsgemeinden an die Gemeinde Friesach.
Per 1. Jänner 1973 wurde das Gebiet der aufgelösten Gemeinde St. Salvator an die Gemeinde Friesach angeschlossen; seither gehört der Ort Engelsdorf zur Gänze zur Gemeinde Friesach.

## Bevölkerungsentwicklung
Für die Ortschaft zählte man folgende Einwohnerzahlen:
- 1845: der Friesacher Anteil am Ort Engelsdorf: 2 Häuser, 9 Einwohner.
- 1869: 16 Häuser, 82 Einwohner (davon in Gemeinde Friesach: 13 Häuser, 64 Einwohner; in Gemeinde St. Salvator: 3 Häuser, 18 Einwohner)[3]
- 1880: 14 Häuser, 63 Einwohner (davon in Gemeinde Friesach: 12 Häuser, 55 Einwohner; in Gemeinde St. Salvator: 2 Häuser, 8 Einwohner)[4]
- 1890: 14 Häuser, 77 Einwohner (davon in Gemeinde Friesach: 12 Häuser, 71 Einwohner; in Gemeinde St. Salvator: 2 Häuser, 6 Einwohner)[5]
- 1900: 14 Häuser, 83 Einwohner (davon in Gemeinde Friesach: 12 Häuser, 78 Einwohner; in Gemeinde St. Salvator: 2 Häuser, 5 Einwohner)[6]
- 1910: 12 Häuser, 93 Einwohner (davon in Gemeinde Friesach: 10 Häuser, 77 Einwohner; in Gemeinde St. Salvator: 2 Häuser, 16 Einwohner)[7]
- 1923: 11 Häuser, 73 Einwohner (davon in Gemeinde Friesach: 9 Häuser, 55 Einwohner; in Gemeinde St. Salvator: 2 Häuser, 18 Einwohner)[8]
- 1934: 104 Einwohner (davon in Gemeinde Friesach: 82 Einwohner; in Gemeinde St. Salvator: 22 Einwohner)[9]
- 1961: 44 Häuser, 206 Einwohner (davon in Gemeinde Friesach: 35 Häuser, 169 Einwohner; in Gemeinde St. Salvator: 9 Häuser, 37 Einwohner)[10]
- 2001: 145 Gebäude (davon 136 mit Hauptwohnsitz) mit 181 Wohnungen; 460 Einwohner und 18 Nebenwohnsitzfälle; 180 Haushalte; 7 Arbeitsstätten, 5 land- und forstwirtschaftliche Betriebe[11]
- 2011: 144 Gebäude, 396 Einwohner, 179 Haushalte, 15 Arbeitsstätten[12]
- 2021: 148 Gebäude, 377 Einwohner, 177 Haushalte, 14 Arbeitsstätten[13]